# SimCity Społeczności: Na wakacjach
SimCity Społeczności: Na wakacjach (ang. SimCity Societies Destinations) – dodatek do gry komputerowej SimCity: Społeczności z serii SimCity. Dodatek stworzyło studio Tilted Mill Entertainment, a wydawcą jest Electronic Arts.

## O grze
SimCity Społeczności: Na wakacjach wprowadza możliwość stworzenia miast nastawionych na turystykę. Dodatek oferuje ok. 100 nowych obiektów. SimCity Społeczności: Na wakacjach jest dystrybuowane tylko w Internecie przez sklep EA Store.